# Militärgeografi
Militärgeografi är geografi sett utifrån militärt perspektiv.

## Militärgeografiska objekt
- landsvägnätets beskaffenhet, broars hållfasthet för tunga transporter
- järnvägsnätets utseende och kapacitet
- hamnar med vattenförhållanden, kajer och anordningar för lastning och lossning
- flygfält, landningsbanors beskaffenhet, förberedda krigsflygfält
- tänkbara fält för luftlandsättning och stränder lämpliga för landstigning
- belägenhet av skyddsobjekt såsom kraftverk, dammbyggnader, telekommunikationsanläggningar, sjukhus, förråd, viktigare verkstäder
- platser lämpliga för byggande av krigsbroar över älvar och sjöar
- stränder lämpliga för överskeppning
- befästningar
- navigationsförhållanden utanför sjökortets farleder, krigsförtöjningsplatser
- speciella militära skyddsområden

Mycket av beskrivningarna är av hemlig natur.